# Phare de Tarrytown
Le phare de Tarrytown (en anglais : Tarrytown Light) également connu sous le nom de Kingsland Point Light et de Sleepy Hollow Light est un phare à caisson actif situé sur fleuve Hudson, à Sleepy Hollow, dans le Comté de Westchester (État de New York).
Il est inscrit au Registre national des lieux historiques depuis le 29 mai 1979 .

## Histoire
Au milieu du XIXe siècle, la nécessité d'un phare pour éloigner les navires des hauts-fonds situés près de la route commune entre Tarrytown et Ossining était évidente. Cependant, la valeur élevée des terres situées à deux endroits privilégiés a amené le gouvernement fédéral à le construire dans le fleuve. Il s’agissait d'un phare conique en acier abritant les locaux d’habitation du gardien. Il est resté en usage jusqu'au milieu du 20e siècle. la construction du pont Tappan Zee sur les bancs où il se trouvait et le développement de l'usine de General Motors Tarrytown Truck Assembly (en) sur des terres récupérées de la rivière à l'est ont rendu la lumière obsolète. Aujourd'hui, il fait partie du Westchester County Parks et des visites sont disponibles. Il a été réactivé en 2013 sous l'autorité de parc national.

### Le bâtiment
Le bâtiment lui-même est une structure conique de cinq étages reposant sur un pilier en pierre et un caisson en fonte, qui contient un cylindre en béton pesant la moitié du poids du phare et le fixant au fond de la rivière. La base est peinte en rouge, la tour en blanc et la salle de la lanterne en noir. Il y a huit fenêtres alternativement aux deuxième et troisième étages, huit hublots régulièrement répartis autour du quatrième étage et des vitrages en verre autour de la salle de la lanterne. Une passerelle, avec un toit soutenu par des colonnes de fer, entoure le premier étage et permet d'accéder à l'entrée principale. Deux passerelles supplémentaires sont situées autour du cinquième étage et de la salle de la lanterne avec un garde-corps en fer décoratif. Un mât de drapeau se lève du côté est de la passerelle du cinquième étage.
À l'intérieur, l'entrée mène au salon principal, à un salon et à une cuisine. Au-dessus d’eux, les deuxième et troisième étages comportaient des chambres à coucher. Les murs intérieurs sont en brique pour mieux les isoler. Le quatrième étage, actuellement vide, était divisé entre une chambre et un atelier. Son plafond est doté d'inserts en verre pour permettre à la lumière de la lanterne de s'y infiltrer. De là, une échelle mène à la zone de surveillance et à la salle de la lanterne. La cloche de brouillard est restée mais ne fonctionne plus. Dans la cave se trouvent une réserve à charbon et la citerne d'origine. Une colonne centrale porte les câbles et un poids de 23 kg qui font tourner la lanterne. Sa lanterne blanche d'origine, avec une lentille de Fresnel de quatrième ordre permet une distance de visibilité de 15 milles marins (28 km).

### 1883–1961
En 1883, il fut officiellement allumé. Jacob Ackerman, capitaine de goélette à la retraite devenu maire de Sleepy Hollow, fut le premier des dix gardiens. Il a occupé ce poste jusqu'à sa retraite en 1904, sauvant 19 vies durant cette période. En 1894, 11 ans après son allumage, sa lumière est passée du blanc au rouge. Au fil du temps, il est devenu un repère local.
En 1902, la lumière est passée du rouge fixe au clignotant. Mis à part le renforcement de routine de l'enrochement et le remplacement du quai, aucun changement n'a été apporté au bâtiment du phare avant les années 1940, lorsque des installations sanitaires modernes ont été ajoutées. En 1947, une connexion électrique a été installée, éliminant le besoin des lampes à pétrole qui fournissaient un éclairage de routine dans le phare. Au cours de la décennie suivante, le système de chauffage à la vapeur à charbon d'origine a été remplacé par de l'air pulsé moderne et les installations sanitaires ont été modernisées.

### 1961 – 2013: désactivation et conservation
Vers cette époque, le pont Tappan Zee a été construit et ouvert à la circulation. L'un de ses piliers, doté de ses propres feux de navigation, était placé sur les hauts-fonds contre lesquels le phare avait été conçu pour mettre en garde, évitant ainsi le passage des navires. La Garde côtière a réagi en automatisant le feu et en ramenant la lumière rouge clignotante de 7.000 à 1.500 candelas en 1957. La nécessité du phare diminua encore deux ans plus tard, lorsque le gouvernement fédéral déclara une partie du fond de la rivière autour du phare comme une propriété excédentaire, afin que General Motors puisse combler la zone située entre celui-ci et la rive afin d'agrandir son usine de Tarrytown Truck Assembly, installation incorporant l'usine d'origine Stanley Motor Carriage Company construite à l'est de la voie ferrée en 1896. Deux ans plus tard, en 1961, le feu a été mis hors service. Le phare est resté en place.
En 1974, le comté a obtenu une servitude pour construire un sentier reliant le parc Kingsland Point Park au phare, situé à proximité. L'année suivante, il construisit le sentier et un petit pont permettant au public de se promener du parc au phare. Le comté a également acquis le phare lui-même, un achat contesté par la Garde côtière lors de son inscription au registre national. Certains dimanches après-midi des visites guidées payantes du bâtiment sont proposées d'avril à août.

### Réactivation
En 2013, après restauration, le phare a été réactivé. Le 10 juin 2015, le phare, lors d'une cérémonie civique, a été équipé d'une nouvelle réplique de la lentille de Fresnel.

## Description
Le phare  est une tour circulaire avec double galerie et lanterne de 19 m de haut, montée sur un caisson en fonte. La tour est peinte en blanc, le caisson est rouge et la lanterne est noire.
Son feu à occultations émet, à une hauteur focale de 17 m, un éclat blanc de 0.3 seconde par période de 3 secondes. Sa portée n'est pas connue.
Identifiant : ARLHS : USA-836 ; USCG : 1-37746 - Admiralty : J1138.13 .

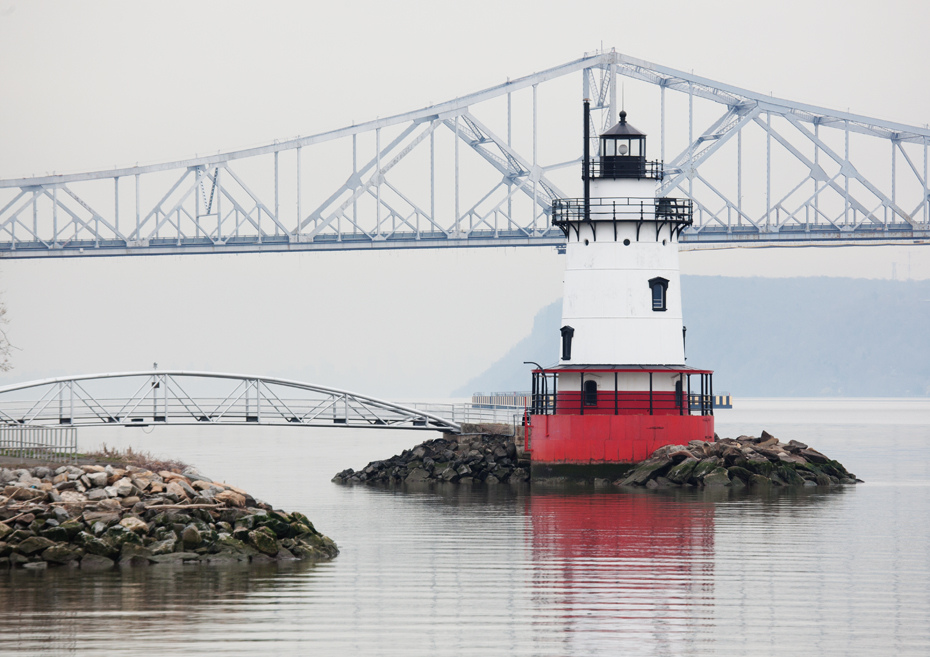
Le phare
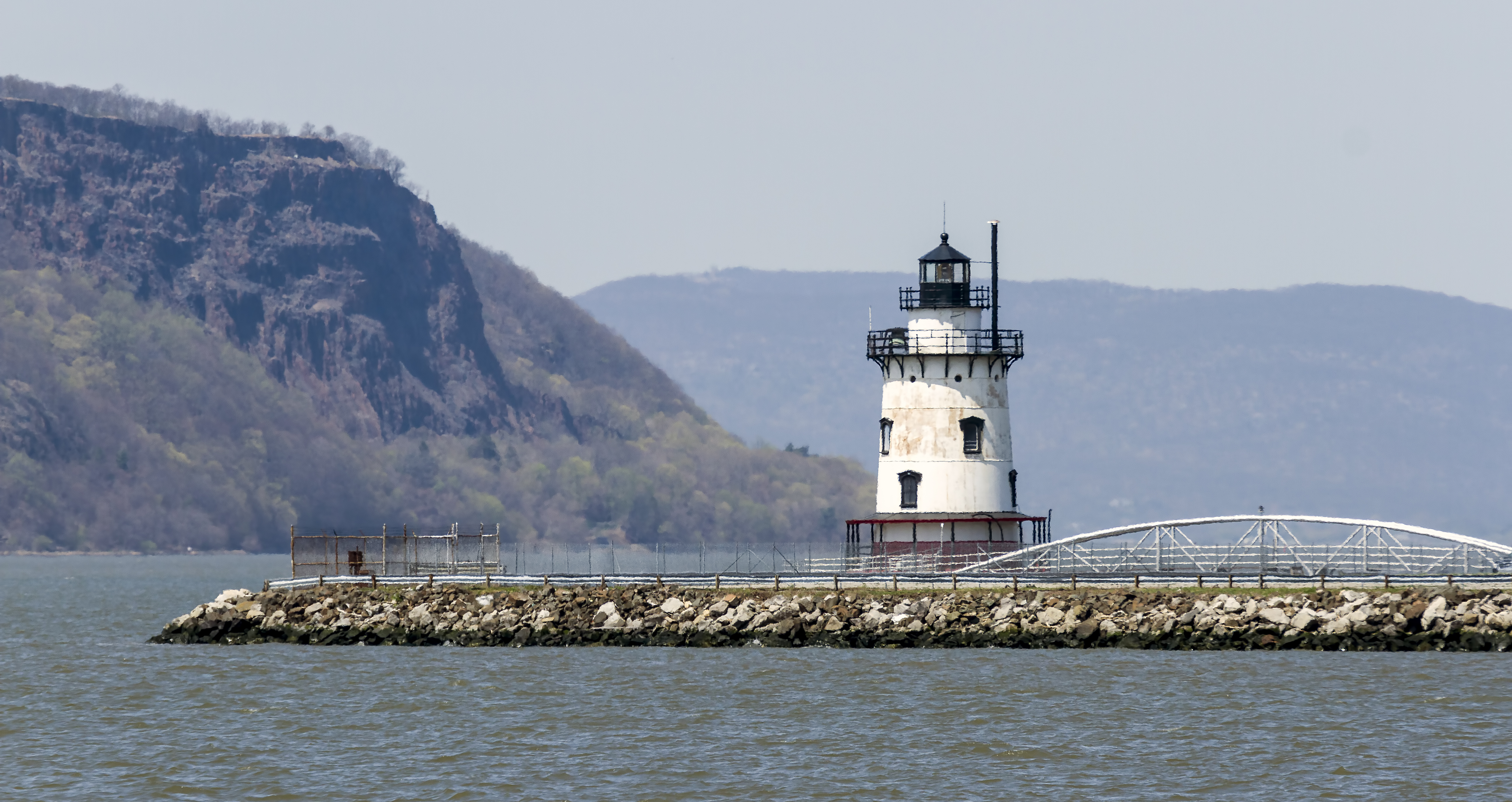
Le phare
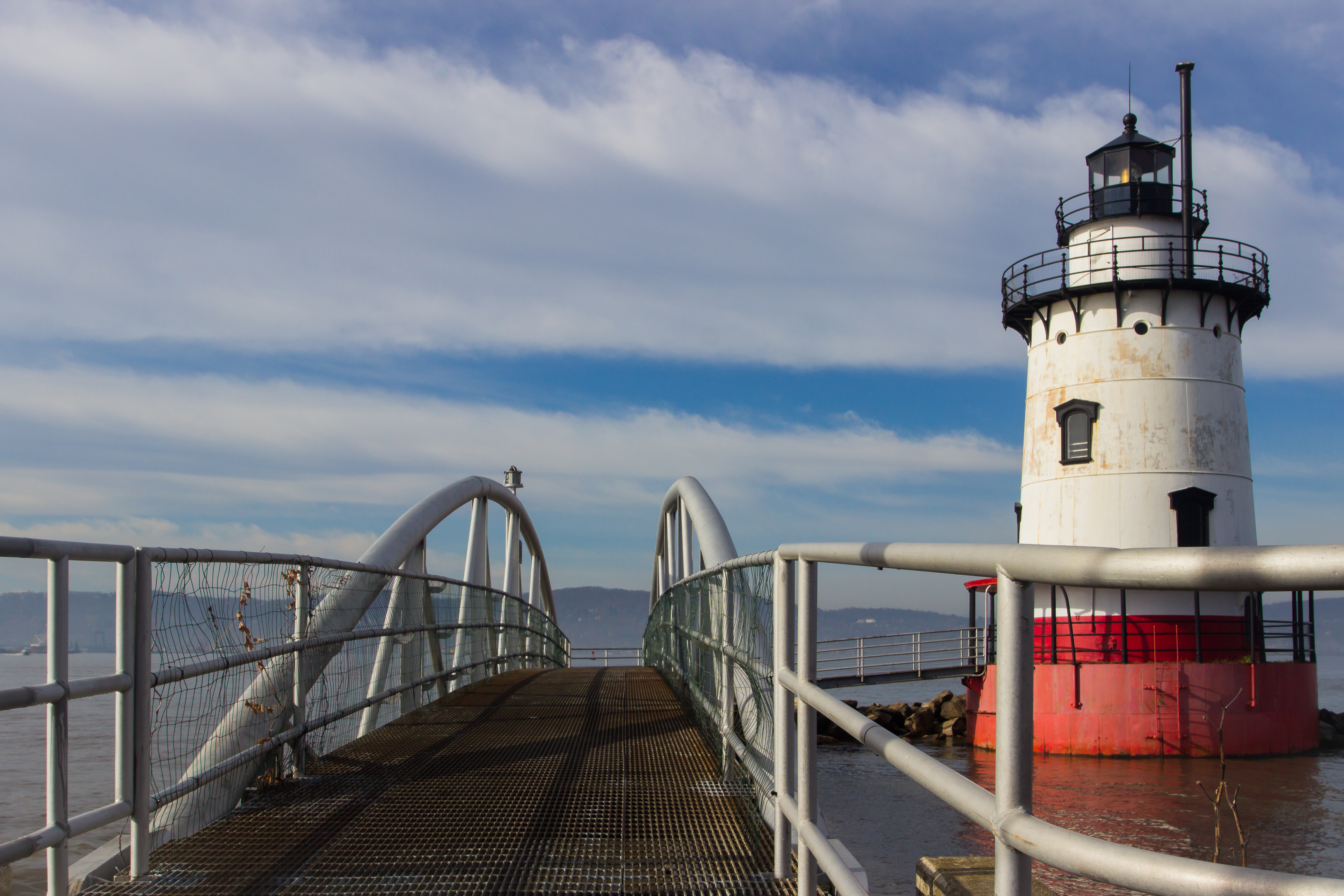
Le phare

### Lien connexe
- Liste des phares de l'État de New York